# Palaquium zeylanicum
Palaquium zeylanicum là một loài thực vật thuộc họ Sapotaceae. Đây là loài đặc hữu của Sri Lanka.